# Ау-ін-дер-Галлертау
Ау-ін-дер-Галлертау (нім. Au in der Hallertau) — громада в Німеччині, розташована в землі Баварія. Підпорядковується адміністративному округу Верхня Баварія. Входить до складу району Фрайзінг.
Площа — 54,99 км2. Населення становить 6219 ос. (станом на 31 грудня 2020).